# Sedum oreganum
Sedum oreganum är en fetbladsväxtart som beskrevs av Thomas Nuttall. Sedum oreganum ingår i Fetknoppssläktet som ingår i familjen fetbladsväxter.

## Underarter
Arten delas in i följande underarter:
- S. o. oreganum
- S. o. tenue

## Bildgalleri

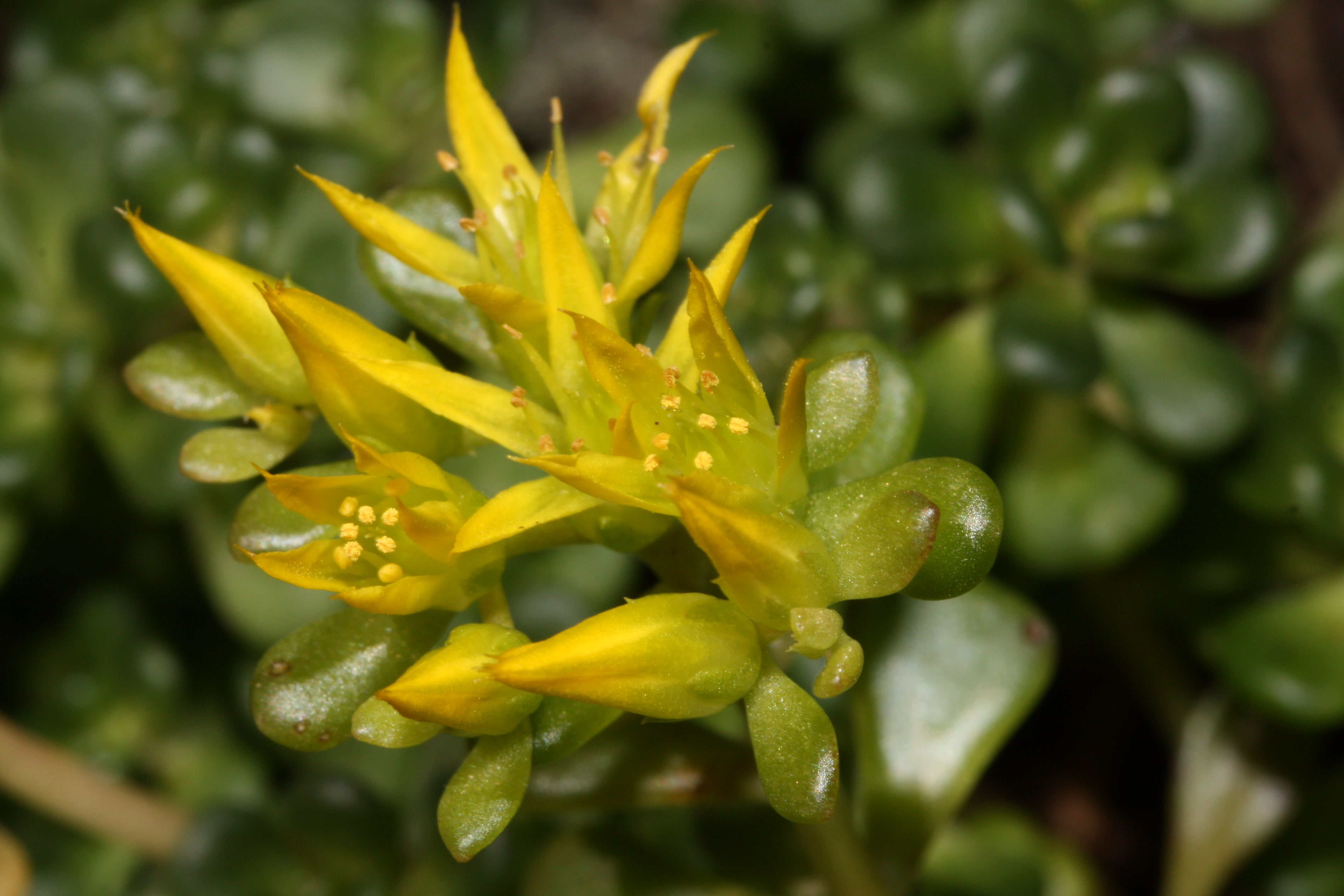
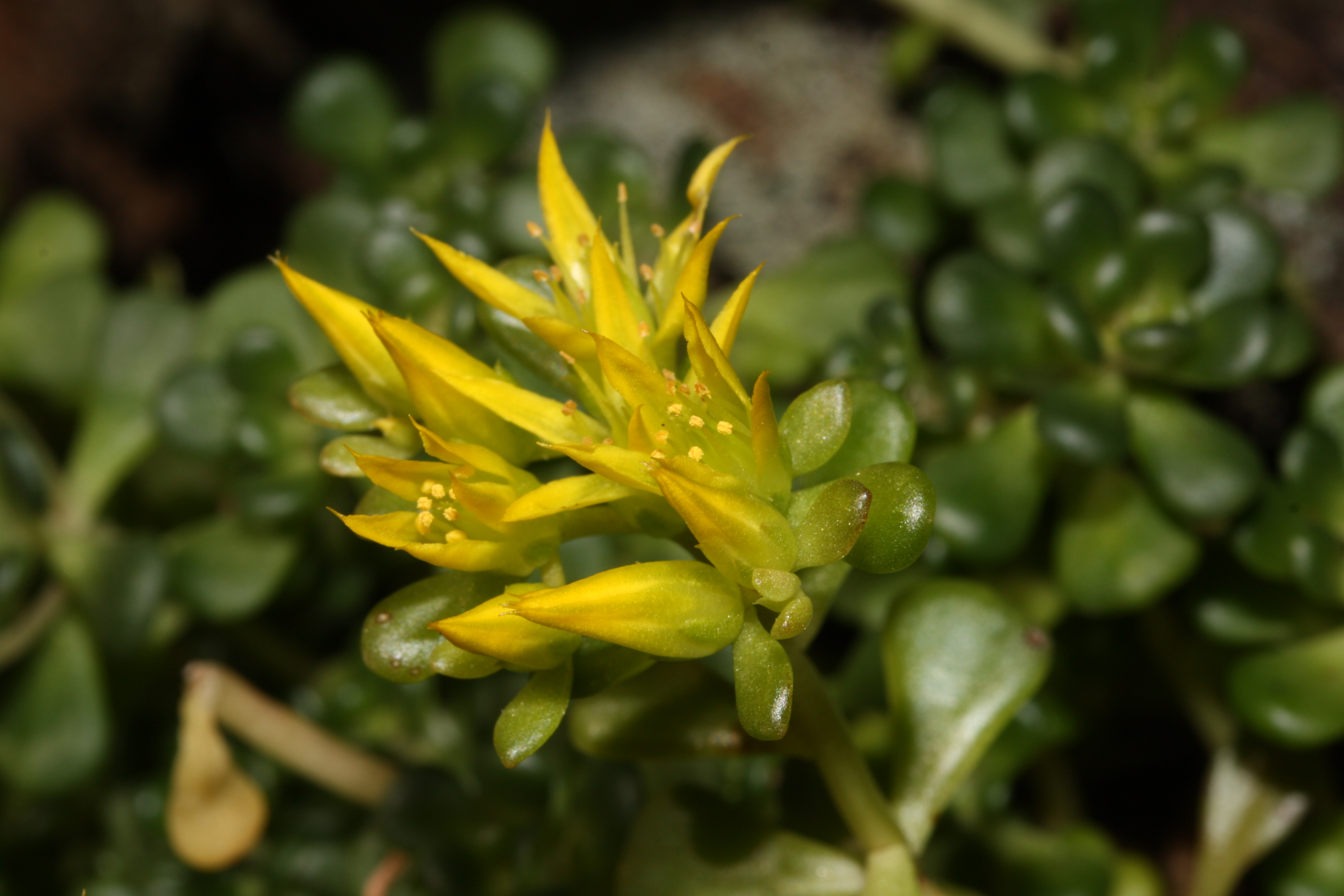
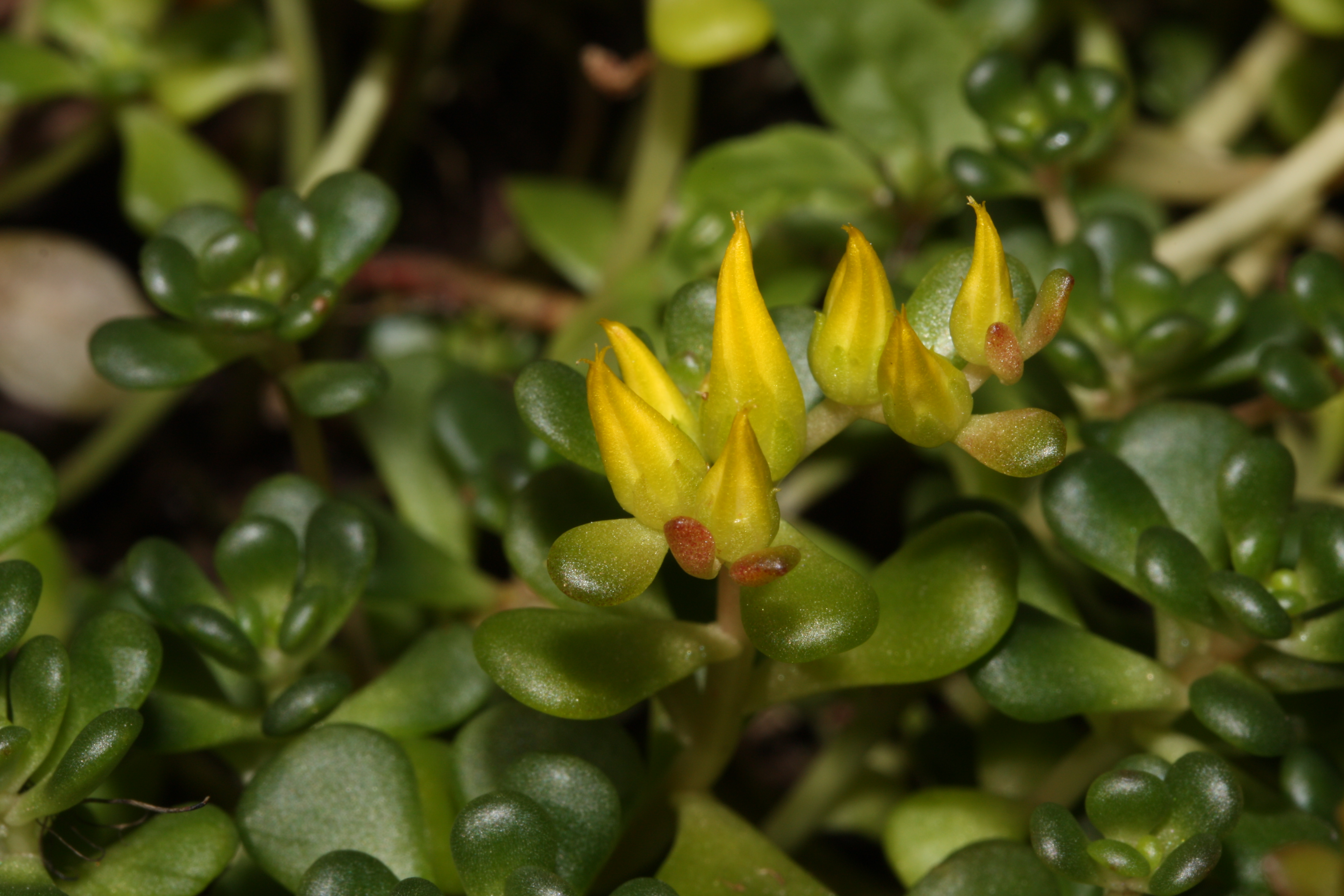
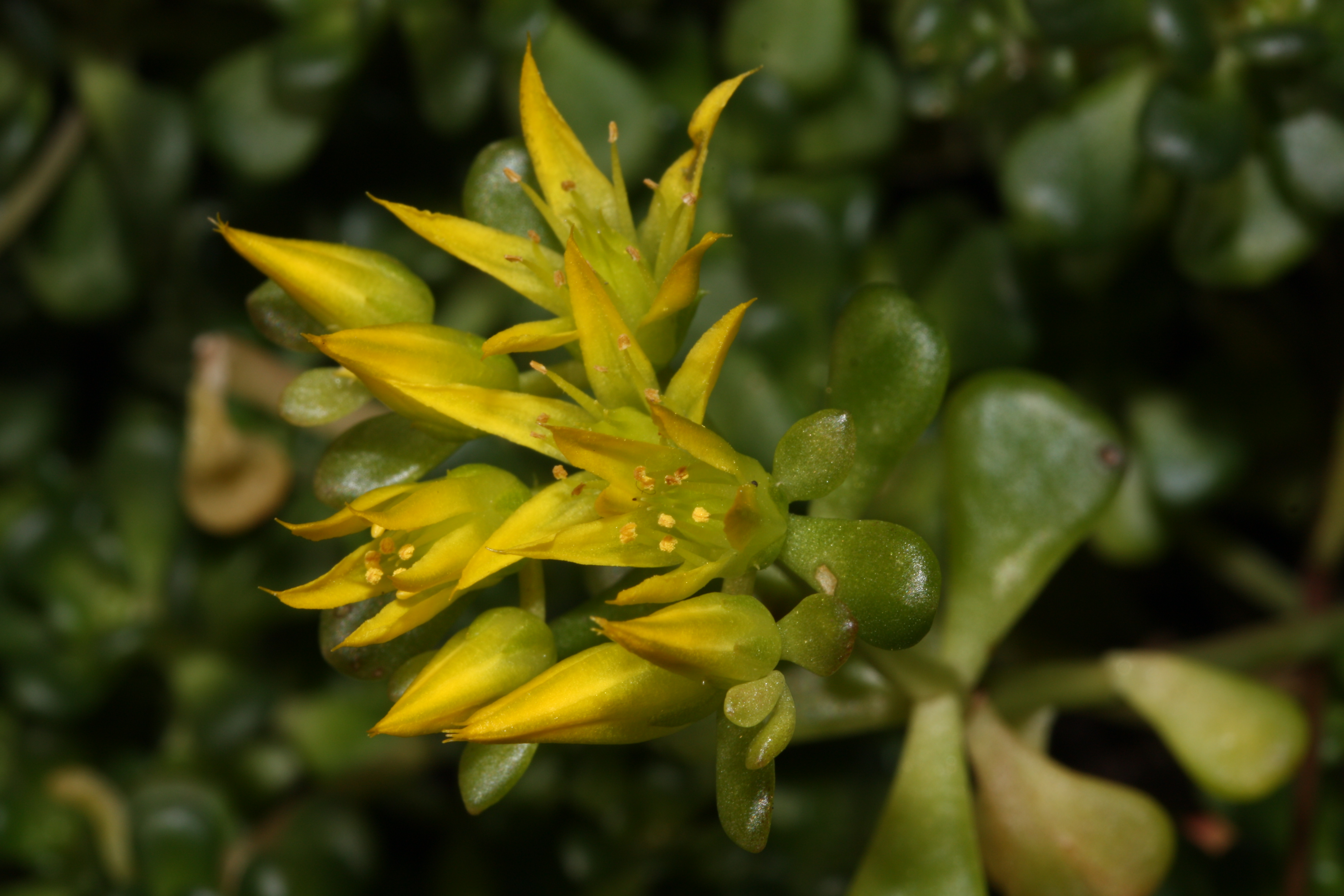
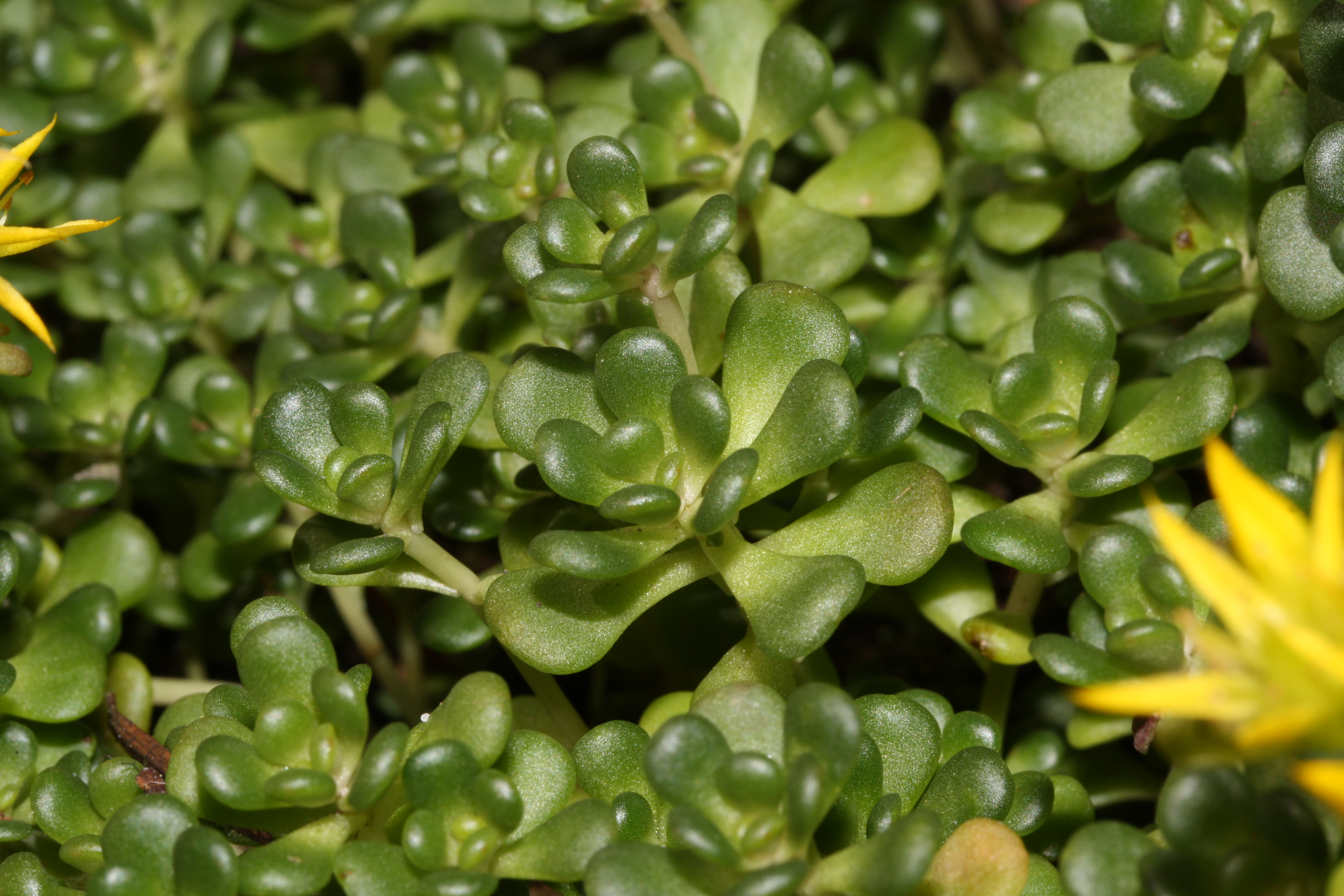
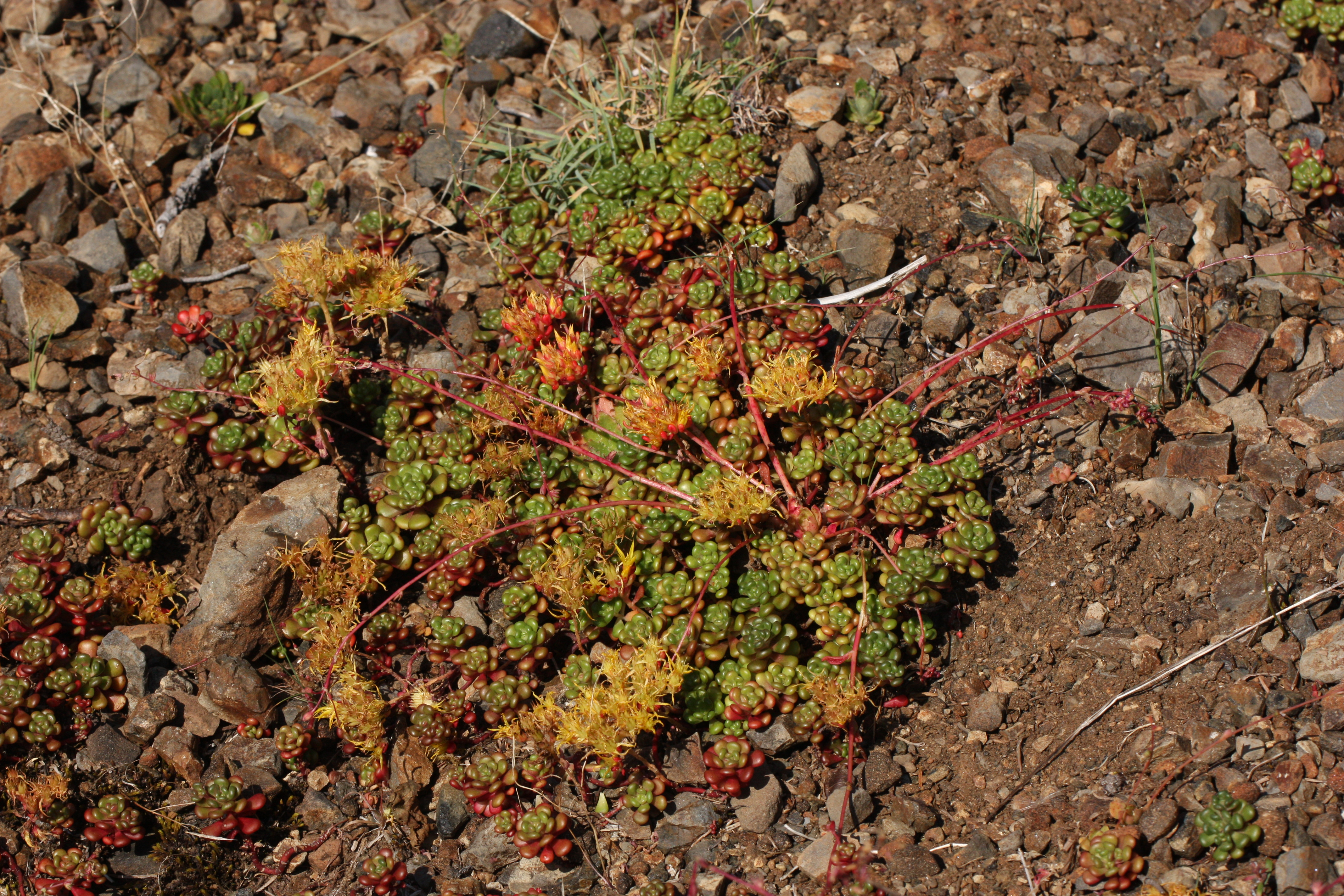